# Belisama
Belisama – bogini należąca do panteonu galijskiego. Jej imię oznacza: „podobna płomieniowi”. Rzymianie utożsamiali ją z Minerwą. Jako opiekunka ognia posiadała atrybuty łączące ją z kultem westalek.